# Derrington
Derrington är en by i Staffordshire i England. Byn är belägen 3,2 km 
från Stafford. Orten har 658 invånare (2015). Byn nämndes i Domedagsboken (Domesday Book) år 1086, och kallades då Dodintone.